# Maxim De Cuyper
Maxim De Cuyper (Knokke-Heist, 22 de octubre de 2000) es un futbolista belga que juega de centrocampista en el Brighton & Hove Albion F. C. de la Premier League.

## Trayectoria
De Cuyper comenzó su carrera deportiva en el Club Brujas, con el que debutó el 20 de febrero de 2020, en un partido de la Liga Europa de la UEFA frente al Manchester United. El 2 de agosto de 2021 abandonó el club de manera temporal ya que fue cedido al K. V. C. Westerlo. En abril de 2022, tras haber logrado el ascenso a la Primera División, ambos clubes acordaron extender la cesión por un año más.
En su regreso a Brujas ganó la Pro League y la Copa de Bélgica. Se volvió a marchar en julio de 2025, esta vez al Brighton & Hove Albion F. C. tras ser traspasado y firmar por cinco años.

## Selección nacional

### Participaciones en Eurocopas
| Copa          | Sede     | Resultado        | Partidos | Goles |
| ------------- | -------- | ---------------- | -------- | ----- |
| Eurocopa 2024 | Alemania | Octavos de final | 0        | 0     |

## Clubes
| Club                         | País       | Año       |
| ---------------------------- | ---------- | --------- |
| Club Brujas                  | Bélgica    | 2020-2025 |
| K. V. C. Westerlo (cedido)   | Bélgica    | 2021-2023 |
| Brighton & Hove Albion F. C. | Inglaterra | 2025-act. |

## Palmarés

### Títulos nacionales
| Título                      | Club        | País    | Año  |
| --------------------------- | ----------- | ------- | ---- |
| Primera División de Bélgica | Club Brujas | Bélgica | 2021 |
| Supercopa de Bélgica        | Club Brujas | Bélgica | 2021 |
| Primera División de Bélgica | Club Brujas | Bélgica | 2024 |
| Copa de Bélgica             | Club Brujas | Bélgica | 2025 |